# غفور
در زیر فهرستی از افراد با نام کوچک یا نام خانوادگی غفور آمده است:

## نام کوچک
- غفور جدی اردبیلی از خلبانان نظامی ایرانی
- غفور صادقی خلخالی نماینده اولین دوره مجلس شورای اسلامی
- غفور حسن‌پور
- غفور گرشاسبی نماینده مردم بندر لنگه در اولین دوره مجلس شورای اسلامی
- غفور جهانی بازیکن سابق فوتبال

## نام خانوادگی
- امیر غفور بازیکن والیبال اهل جمهوری اسلامی ایران